# Principado de Mesjetia
Samtsje-Satabago o Principado de Mesjetia (en georgiano: მესხეთის სამთავრო meskhetis samtavro) fue un principado feudal georgiano en territorio turco y fronterizo con Georgia y Armenia, gobernado por un atabeg (tutor) de Georgia durante casi tres siglos y medio, entre 1268 y 1625. Su territorio estaba formado por la actual región de Samtskhe-Javakheti y la región histórica de Tao-Klarjeti.

## Historia

### Ducado de Samtsje
A principios del siglo XIII, los miembros de la casa de Jaqeli eran uno entre muchos poderosos señores de la marcha, y ciertamente no los más importantes. El título atabeg, por el que más tarde se conocería a los Jaqelis, aún estaba reservado para los Zacáridas, la familia armenia que controlaba Ani. El surgimiento de la línea Jaqeli estuvo íntimamente ligado a la invasión mongola de Georgia. En esta fase inicial de conquista, la mayoría de los nobles georgianos y armenios, que ocupaban puestos militares a lo largo de las regiones fronterizas, se sometieron sin oposición sería o limitaron su resistencia a sus castillos, mientras que otros prefirieron huir a zonas más seguras. Reina Rusudan tuvo que evacuar Tiflis hacia Kutaisi, dejando el este de Georgia en manos de atabeg Avag Mkhargrdzeli y Egarslan Bakurtsikheli, quienes hicieron las paces con los mongoles y acordaron pagarles tributo. El único gran noble georgiano que resistió fue Ivane I Jaqeli, príncipe de Samtsje. Sus extensas posesiones fueron terriblemente devastadas e Ivane tuvo que finalmente, con el consentimiento de la reina Rusudan, someterse a los invasores en 1238.
Aprovechando la debilidad de Georgia, las incursiones turcomanas comenzaron en el suroeste de Georgia. La población de Tao, Klarjeti y Kola llamó a Qvarqvare, señor de Samtsje, para que los ayudara contra los turcomanos. Qvarqvare envió posteriormente a su nieto Sargis para apoderarse de Oltisi. Aunque un cronista árabe Baybars al-Mansuri afirma que los georgianos aprovecharon la invasión mongola de Anatolia (1243) para apoderarse de los castillos de Babrawan, Washlawan y Bayburt. A mediados del siglo XIII, el reino de Jaqelis incorporó la mayoría de las áreas montañosas del noreste de Anatolia al sur del Costa del Mar Negro hasta el borde de la llanura de Erzurum. Las tierras de Jaqelis se convirtieron en un bastión de la oposición al dominio mongol.
Sargis I Jaqeli y David VII de Georgia "Ulu" se rebelaron contra sus señores mongoles, un enorme ejército de mongoles dirigido por Arghun Noyan atacó la provincia de Samtsje, en el sur de Georgia, derrotó al rey y a su spasalar (general) Sargis Jakeli, pero no pudo capturar los principales bastiones de los rebeldes y abandonaron el país en junio de 1261. Sin embargo, las fuerzas eran desiguales y David Ulu tuvo que refugiarse en la corte de su primo, David VI Narin en Kutaisi. En 1262, tuvo que hacer las paces con los mongoles y regresó a Tiflis, dividiendo efectivamente el país en dos partes con ambos gobernantes titulados como reyes de Georgia.

### Establecimiento del Principado
A petición de Ilkhan, el ejército de David Ulu fue enviado a defender las fortificaciones de Siba contra la Horda Dorada en 1263. En 1265, las fuerzas georgianas que servían como vanguardia del ejército Ilkhanid, derrotaron a Berke, Khan de la Horda Dorada, y expulsaron a sus tropas de Shirvan. Sargis Jaqeli se distinguió en la batalla contra la Horda, e incluso salvó la vida de Hulagu, por lo que Hulagu le ofreció ricas recompensas, incluida la ciudad de Erzurum. Posteriormente, David Ulu persuadió a Hulegu para que revocara ese premio sobre la base de que haría que Sargis fuera demasiado poderoso. Como resultado de una disputa con la corte real, la provincia de Samtsje se separó y se sometió directamente al gobierno de Ilkhan en 1266. Por lo tanto, Georgia se desintegró aún más para formar tres entidades políticas separadas. Samtskhe logró seguir siendo una parte culturalmente desarrollada de Georgia, además de mantener la integridad territorial, a veces incluso expandiéndose a lo largo de sus fronteras.
A pesar de ser independiente, Samtsje aún mantenía algún tipo de relación con Georgia y el propio rey georgiano le otorgó a Beka el título de Mandaturukhutsesi (Mandator). En el momento del gobierno de Beka, los turcos se volvieron más activos en las fronteras del suroeste, desde el Sultanato de Rum . Después de una serie de invasiones, logró defenderse de los ataques. Beka era partidaria de mantener la influencia política georgiana sobre el Imperio de Trebisonda. Por esta causa, casó a su hija Jiajak con el emperador trapezuntino Alejo II, quien le concedió Lazistan. Otra hija de Beka, Natela, se convirtió en consorte de Demetrio II de Georgia y le dio un hijo y el sucesor al trono. Después de la ejecución de Demetrio, el futuro rey Jorge V fue criado por su abuelo en su corte. En 1334, Jorge V de Georgia reafirmó la autoridad real sobre el principado prácticamente independiente de Samtskhe, gobernado por su primo Qvarqvare I Jaqeli. Jorge otorgó a los Jaqelis su título de atabeg, no solo apropiado por su papel en la crianza de él, sino también un título de gran prestigio.

### Invasiones timúridas
Entre 1386 y 1403, Timerlan lanzó una serie de campañas contra Georgia. La historia oficial del reinado de Tamerlan, Zafarnama, representa esta campaña como una yihad. Samtskhe estuvo en la primera línea de estos ataques. Tamerlan partió de Kars y atacó Akhaltsikhe. Desde allí, marchó contra Tiflis, que el rey georgiano Bagrat V había fortificado. La ciudad cayó el 21 de noviembre de 1386 y el rey Bagrat V fue capturado y convertido al Islam a punta de espada. Bagrat recibió unas 12.000 tropas para restablecerse en Georgia, cuyo gobierno estaba dirigido por el hijo y cogobernante de Bagrat, Jorge VII. durante la ausencia de su padre en la corte de Tamerlan. El viejo rey, sin embargo, entró en negociaciones secretas con Jorge, quien tendió una emboscada a la escolta islámica de Bagrat y liberó a su padre. 
En la primavera de 1387, Tamerlan regresó a Georgia para vengarse, sin embargo, la reaparición de Khan Tokhtamysh en Irán obligó a Timur a retirarse temporalmente. Tan pronto como la Horda Dorada fue derrotada, Tamerlan volvió a atacar Georgia nuevamente. En 1394, envió a cuatro generales a la provincia de Samtskhe, con órdenes de aplicar la ley islámica de ghaza (es decir, el saqueo sistemático de tierras no musulmanas). Tamerlan lanzó un nuevo ataque a las posesiones de Ivane II Jaqeli en 1399. El ataque a Samtsje fue seguido por una expedición a Tao que llegó hasta Panaskert, donde tuvo lugar una gran batalla entre Timur y los georgianos.
A fines de 1401, Tamerlan invadió Georgia una vez más. Jorge VII tuvo que pedir la paz y envió a su hermano con las contribuciones. Tamerlan se estaba preparando para una gran confrontación con la dinastía otomana y aparentemente deseaba congelar la situación que prevalece actualmente en Georgia. Por lo tanto, hizo las paces con George con la condición de que el rey de Georgia le proporcionara tropas y concediera privilegios especiales a los musulmanes. Sin embargo, Tamerlan tomó algunas medidas preventivas y atacó la guarnición georgiana de Tortumi, demoliendo la ciudadela y saqueando el área circundante. Una vez que los otomanos fueron derrotados, Tamerlan regresó a Erzurum.en 1402, decidió castigar al rey de Georgia por no haber venido a presentarle sus felicitaciones por su victoria. Ivane Jaqeli, sin embargo, llegó con obsequios, lo que ofreció a Tamerlan una buena razón para mantenerse en términos razonables con los gobernantes de Samtskhe.

### Invasiones turcomanas
Después de las devastadoras invasiones de Tamerlan y el posterior debilitamiento del Reino de Georgia, pronto se enfrentó a una nueva amenaza. La hegemonía de Tamerlan no iba a durar, ya que a la muerte de Tamerlan en 1405, Kara Koyunlu restableció su imperio. Se aprovecharon de la debilidad temporal de los georgianos y lanzaron ataques contra ellos, aparentemente en los que mataron a Jorge VII . En respuesta, Constantino se enfrentó a los turcomanos en la batalla de Chalagan, en la que fue derrotado y ejecutado. Alejandro I, que buscaba fortalecer y restaurar su reino en declive, enfrentó constantes invasiones de las tribus turcomanas. Saquearon Akhaltsikhe varias veces, la primera bajo Qara Yusufen 1414, el segundo bajo Jahan Shah en 1444, cuyas fuerzas se encontraron con las del sucesor de Alejandro, el rey Vakhtang IV en Akhaltsikhe, pero la lucha no fue concluyente y Jahan Shah regresó a Tabriz. Con el declive de Kara Koyunlu después de la derrota de Jahan Shah a manos de Uzun Hasan en 1467, Aq Qoyunlu se convirtió en la principal potencia en el este de Anatolia.

### Secesión de Georgia
La división política del Reino de Georgia fue acelerada por Qvarqvare II Jaqeli , como su padre, luchó contra la Casa Real de Georgia por la independencia de Samstkhe. En 1462 Qvarqvare II Jaqeli llamó contra el rey de Georgia Uzun Hasan, el líder de Aq Qoyunlu. En 1465 derrotó al rey georgiano Jorge VIII en la batalla cerca del lago Paravani y se separó de Georgia. También participó en la guerra civil de Georgia, después de lo cual cayó la monarquía georgiana unida. El reinado independiente de Qvarqvare estuvo marcado por la guerra con los poderosos estados musulmanes que rodeaban el principado. El Aq Qoyunlu lanzó grandes ataques en 1466, 1476-1477 y 1485 y desde 1479 el Imperio Otomano comenzó a invadir los territorios. En 1479 asoló la tierra alrededor de Erzurum, reduciendo la ciudad al estado tributario.  A diferencia de su padre Kaikhosro, mantuve la paz con los otros reinos georgianos (Kartli, Kajetia e Imereti). Kaikhosro con el rey Alejandro I de Kajetia y Constantino de Kartli acordaron ayudar primero a Safavidshah Ismail para destruir el gobierno de Aq Koyunlu en Persia. 
Cuando el hijo de Qvarqvare II, Kaikhosro I , murió dos años después de ascender al trono, y fue sucedido por su igualmente piadoso hermano Mzetchabuk, como su padre y su abuelo, Mzetchabuk exigió la separación de la iglesia mesjetiana de la iglesia ortodoxa georgiana. Atabeg Mzetchabuk se esforzó por fortalecer Samtskhe. Obedeció nominalmente al sultán otomano Selim I y, con su ayuda, Adjara quedó completamente bajo el dominio mesjetiano.  En 1515 el viejo Mzetchabuk abdicó y se hizo monje, recibió el nombre monástico de Jacob. Después de que el título de Mzetchabuk Atabeg se le diera a su sobrino Qvarqvare, el hijo de Kaikhosro I, pero el hermano menor de Mzetchabuk, Manuchar, se rebeló contra él. Durante su breve reinado, Manuchar envió muchos obsequios al sultán otomano Selim I y se declaró admirador de los otomanos. En 1518 comenzó la nueva revuelta. El príncipe Qvarqvare con la ayuda de las tropas de Safavidas atacó Samtsje. Manuchar fue derrocado y Qvarqvare se convirtió en el nuevo gobernante de Mesjetia. Después de esto, Manuchar pidió ayuda a su soberano, el sultán Selim I. Sultán le dio el enorme ejército. Había intentado restaurarse como Atabeg, pero fue derrotado por las fuerzas de Qvarqvare en la batalla cerca de Erzurum.

## Príncipes de Mesjetia
| Principes        | Reinado   | Notas                                   |
| ---------------- | --------- | --------------------------------------- |
| 1. Sargis I      | 1268-1285 |                                         |
| 2. Beka I        | 1285-1306 |                                         |
| 3. Sargis II     | 1306-1334 |                                         |
| 4. Qvarqvare I   | 1334-1361 |                                         |
| 5. Beka II       | 1361-1391 | (gobernó con Shalva durante 1372-1389)  |
| 6. Shalva        | 1372-1389 | (cogobernante con Beka II )             |
| 7. Aghbuga I     | 1389–1395 | (gobernó con Beka II e Ivane II )       |
| 8. Iván II       | 1391-1444 | (de 1391 a 1395 gobernó con Aghbugha I) |
| 9. Aghbuga II    | 1444-1451 |                                         |
| 10 Qvarqvare II  | 1451-1498 |                                         |
| 11 Kaikhosro I   | 1498-1500 |                                         |
| 12 Mzetchabuki   | 1500-1515 |                                         |
| 13 Manuchar I    | 1515-1518 |                                         |
| 14 Qvarqvare III | 1518-1535 |                                         |
| 15. Kaikhosro II | 1545-1573 |                                         |
| 17 Manuchar II   | 1581-1607 |                                         |
| 18 Manuel III    | 1607-1625 |                                         |
| 19 Qvarqvare IV  | 1573-1581 |                                         |